# Christof Wagner
Wilhelm Hermann Christof Wagner (* 1. Oktober 1869 in  Michelbach am Wald, Stadt Öhringen; † 23. Mai 1936 in Stuttgart-Bad Cannstatt) war Professor der Forstwissenschaft an der Universität Tübingen und Präsident der württembergischen Forstdirektion Stuttgart.

## Leben
Christof Wagners Vater Emil (1836–1918) war Pfarrer. Seine Mutter Marie, geb. Kohn, war eine Tochter des Gmünder Stadtschultheißen. Von 1888 bis 1892 studierte er Forstwissenschaft in Tübingen. Nach ausgezeichnetem Abschluss begann Wagner als Forstreferendar bei der württembergischen Forstverwaltung. 1896 ließ er sich vom Staatsdienst beurlauben und wurde Gräflicher Oberförster bei Ludwig Graf von Pückler und Limpurg.
In Gaildorf sah er sich vor die Aufgabe gestellt, große Flächen hiebreifer Waldbestände zu verjüngen. Wagner erkannte die Gefahren des damals praktizierten Großschlags, bei dem großflächig Baumbestände entnommen wurden. In der Folge des Großschlags wurden meist reine Fichtenbestände gepflanzt. Diesen drohten massive Schäden durch Sturm, Rotfäule, Schneedruck und Schädlinge.
Wagner wollte durch das Betriebssystem des Blendersaumschlages natürlich begründete und widerstandsfähige Mischbestände schaffen. Charakteristisch für Forstbestände, die aufgrund des Blendersaumschlages angelegt wurden, ist eine wellenförmige Oberlinie des Bewuchses, welcher durch das unterschiedliche Alter der Bäume hervorgerufen wird. Wind und Schneedruck auf die Bäume soll durch diese Welle gemindert werden. Am Westrand der Waldsäume sollte ein Streifen mit Eichenbäumen zusätzlich für Stabilität sorgen.
1902 wechselte Wagner als Königlicher Oberförster und Lehrbeauftragter für Forstwissenschaft an die Universität Tübingen. Sein Nachfolger in Gaildorf wurde Wilhelm Rau. 1903 wurde er zum ordentlichen Professor ernannt. Für sein 1907 erschienenes Buch „Grundlagen der räumlichen Ordnung im Walde“ wurde ihm die Doktorwürde verliehen.
Als die forstwissenschaftlichen Lehrstühle 1920 von Tübingen nach Freiburg im Breisgau verlegt wurden, übernahm Wagner das Amt des Präsidenten der württembergischen Forstdirektion in Stuttgart.
Die Albert-Ludwigs-Universität Freiburg ernannte Wagner 1924 zum ordentlichen Professor der Forstwissenschaft. 1935 wurde er emeritiert. Er verstarb am 23./24. Mai 1936 in Stuttgart-Bad Cannstatt.
Christof Wagner war seit 1917 mit Gertrud Daiber (1891–1967) verheiratet. Die gemeinsame Tochter Gertrud (geb. 1918) verstarb bereits 1926. 

## Veröffentlichungen
Bücher und selbständige Schriften
- Die Grundlagen der räumlichen Ordnung im Walde. Tübingen: Laupp, 1907. (2. Aufl. ebd. 1911, 3. Aufl. ebd. 1914, 4. Aufl. ebd. 1923)
- Betrachtungen. Tübingen: Laupp, 1909 [Aus Württemberg: Unsere Forstwirtschaft im 20. Jahrhundert; 1].
- Betrachtungen über den forstlichen Unterricht und das Einrichtungswesen. Tübingen: Laupp, 1910 [Aus Württemberg: Unsere Forstwirtschaft im 20. Jahrhundert; 2].
- Der Blendersaumschlag und sein System. Tübingen : Laupp, 1912. (2. Aufl. ebd. 1915, 3. Aufl. ebd. 1923) Nachdruck des Originals von 1912, Norderstedt: Vero Verlag in Hansebooks GmbH, 2019.
- Lehrbuch der theoretischen Forsteinrichtung. Berlin: Parey, 1928.
- Der Neuaufbau der deutschen Forstwirtschaft: Ein Mahnwort an die forstliche Welt. Berlin: Parey 1929.
- Lehrbuch des Forstschutzes. Berlin: Parey, 1930.
- Grundlegung einer forstlichen Betriebslehre. Berlin: Parey, 1935'.

Herausgeber
- Handbuch der Forstwissenschaft in vier Bänden. Tuisko von Lorey [Begr.] und Christof Wagner [Hrsg. ab. 3. Aufl.]. Tübingen: Laupp, 1912, 4. Aufl. ebd. 1925.